# Pauloabibita
La pauloabibita és un mineral de la classe dels òxids. Rep el nom en honor de Paulo Abib Andery (Pouso Alegre, Minas Gerais, Brasil, 26 de setembre de 1922 - São Paulo, Brasil, 24 d'octubre de 1976), professor d'Enginyeria de Mines de la USP.

## Característiques
La pauloabibita és un òxid de fórmula química NaNbO₃. Va ser aprovada com a espècie vàlida per l'Associació Mineralògica Internacional el 2012, sent publicada l'any 2015. Cristal·litza en el sistema trigonal.
Segons la classificació de Nickel-Strunz pertany a «04.CC: Òxids amb relació Metall:Oxigen = 2:3, 3:5, i similars, amb cations de mida mitjana i gran» juntament amb els següents minerals: cromobismita, freudenbergita, clormayenita, yafsoanita, latrappita, lueshita, natroniobita, perovskita, barioperovskita, lakargiïta, megawita, loparita-(Ce), macedonita, tausonita, isolueshita, crichtonita, davidita-(Ce), davidita-(La), davidita-(Y), landauïta, lindsleyita, loveringita, mathiasita, senaïta, dessauïta-(Y), cleusonita, gramaccioliïta-(Y), diaoyudaoïta, hawthorneïta, hibonita, lindqvistita, magnetoplumbita, plumboferrita, yimengita, haggertyita, nežilovita, batiferrita, barioferrita, jeppeïta, zenzenita i mengxianminita.

## Formació i jaciments
Va ser descoberta al complex alcalí de Jacupiranga, a la localitat de Cajati (São Paulo, Brasil), on es troba en forma d'incrustacions de cristalls laminars, de fins a 2 mm de mida, en cristalls de dolomita.